# Nowa Zelandia na Letnich Igrzyskach Olimpijskich 1996
Nową Zelandię na Letnich Igrzyskach Olimpijskich 1996 reprezentowało 96 zawodników: 66 mężczyzn i 29 kobiet.

## Zdobyte medale
| Medal  | Zawodnik                                                | Dyscyplina  | Konkurencja                    | Rezultat   |
| ------ | ------------------------------------------------------- | ----------- | ------------------------------ | ---------- |
| Złoto  | Danyon Loader                                           | Pływanie    | 200 m stylem dowolnym mężczyzn | 1:47,63    |
| Złoto  | Danyon Loader                                           | Pływanie    | 400 m stylem dowolnym mężczyzn | 3:47,97    |
| Złoto  | Blyth Tait                                              | Jeździectwo | WKKW indywidualnie             | 56,8 pkt   |
| Srebro | Barbara Kendall                                         | Żeglarstwo  | windsurfing kobiet             | 24 pkt     |
| Srebro | Sally Clark                                             | Jeździectwo | WKKW indywidualnie             | 60,4 pkt   |
| Brąz   | Blyth Tait Vaughn Jefferis Andrew Nicholson Vicky Latta | Jeździectwo | WKKW drużynowo                 | 268,55 pkt |

## Skład kadry

### Badminton
Kobiety
- Rhona Robertson - gra pojedyncza - 17. miejsce,
- Rhona Robertson, Tammy Jenkins - gra podwójna - 9. miejsce

### Boks
Mężczyźni
- Garth Da Silva - waga ciężka (do 91 kg) - 9. miejsce

### Jeździectwo
- Daniel Meech - skoki przez przeszkody - 69. miejsce,
- Blyth Tait - WKKW indywidualnie - 1. miejsce,
- Sally Clark - WKKW indywidualnie - 2. miejsce,
- Andrew Nicholson - WKKW indywidualnie - nie ukończył konkurencji,
- Blyth Tait, Vaughn Jefferis, Andrew Nicholson, Vicky Latta - WKKW drużynowo - 3. miejsce

### Judo
Mężczyźni
- Stephen Corkin - waga do 71 kg - 9. miejsce,
- Daniel Gowing - waga do 95 kg - 9. miejsce

### Kajakarstwo górskie
Mężczyźni
- Owen Hughes - K-1 - 31. miejsce

### Kolarstwo
Mężczyźni
- Richard Reid - kolarstwo szosowe wyścig ze startu wspólnego - 66. miejsce,
- Brian Fowler - kolarstwo szosowe wyścig ze startu wspólnego - nie ukończył,
- Scott Guyton - kolarstwo szosowe wyścig ze startu wspólnego - nie ukończył,
- Glen Mitchell - kolarstwo szosowe wyścig ze startu wspólnego - nie ukończył,
- Darren McKenzie-Potter
  - kolarstwo torowe - sprint - odpadł w repasażach,
  - kolarstwo torowe - 1 km ze startu zatrzymanego - 14. miejsce,
- Gary Anderson - kolarstwo torowe - 4 km na dochodzenie indywidualnie - 13. miejsce,
- Greg Henderson, Brendon Cameron, Timothy Carswell, Julian Dean - kolarstwo torowe 4 km na dochodzenie drużynowo - 8. miejsce,
- Glenn McLeay - kolarstwo torowe - wyścig punktowy - 9. miejsce

Kobiety
- Susy Pryde - kolarstwo szosowe wyścig ze startu wspólnego - 31. miejsce,
- Rebecca Bailey - kolarstwo szosowe wyścig ze startu wspólnego - 33. miejsce,
- Jacqui Nelson
  - kolarstwo szosowe wyścig ze startu wspólnego - nie ukończyła,
  - kolarstwo szosowe jazda indywidualna na czas - 20. miejsce,
  - kolarstwo torowe wyścig punktowy - 8. miejsce,
- Rebecca Bailey - kolarstwo szosowe jazda indywidualna na czas - 22. miejsce,
- Donna Wynd - kolarstwo torowe sprint - odpadła w repasażach,
- Sarah Ulmer - kolarstwo torowe 3 km na dochodzenie - 7. miejsce,
- Kathy Lynch - kolarstwo górskie cross-country - 8. miejsce

### Lekkoatletyka
Mężczyźni
- Gus Nketia - bieg na 100 m - odpadł w ćwierćfinale,
- Chris Donaldson
  - bieg na 100 m - odpadł w eliminacjach,
  - bieg na 200 m - odpadł w eliminacjach,
- Mark Keddell - bieg na 200 m - odpadł w eliminacjach,
- Matthew Coad - bieg na 200 m - odpadł w eliminacjach,
- Martin Johns - bieg na 1500 m - odpadł w eliminacjach,
- Jonathan Wyatt - bieg na 5000 m - odpadł w półfinale,
- Robbie Johnston - bieg na 10 000 m - odpadł w eliminacjach,
- Sean Wade - maraton - 83. miejsce,
- Scott Nelson - chód na 20 km - 32. miejsce,
- Craig Barrett - chód na 50 km - 33. miejsce,
- Gavin Lovegrove - rzut oszczepem - 23. miejsce,
- Doug Pirini - dziesięciobój - 24. miejsce

Kobiety
- Toni Hodgkinson - bieg na 800 m - 8. miejsce,
- Anne Hare - bieg na 5000 m - 13. miejsce,
- Nyla Carroll - bieg na 10 000 m - odpadła w eliminacjach,
- Lorraine Moller - maraton - 46. miejsce,
- Chantal Brunner - skok w dal - 9. miejsce,
- Beatrice Faumuina - rzut dyskiem - 23. miejsce

### Łucznictwo
Mężczyźni
- Andrew Lindsay - indywidualnie - 46. miejsce

### Pływanie
Mężczyźni
- Nick Tongue - 50 m stylem dowolnym - 40. miejsce,
- Trent Bray
  - 100 m stylem dowolnym - 31. miejsce,
  - 200 m stylem dowolnym - 20. miejsce,
- Danyon Loader
  - 200 m stylem dowolnym - 1. miejsce,
  - 400 m stylem dowolnym - 1. miejsce,
  - 100 m stylem motylkowym - 34. miejsce,
  - 200 m stylem motylkowym - 19. miejsce,
- Scott Cameron - 1500 m stylem dowolnym - 27. miejsce,
- Trent Bray, Danyon Loader, John Steel, Nick Tongue - sztafeta 4 x 100 m stylem dowolnym - 9. miejsce
- Trent Bray, Murray Burdan, Scott Cameron, Danyon Loader - sztafeta 4 x 200 m stylem dowolnym - 9. miejsce
- Jonathan Winter - 100 m stylem grzbietowym - 23. miejsce,
- Paul Kent - 100 m stylem klasycznym - 14. miejsce,
- Trent Bray, Paul Kent, Danyon Loader, Jonathan Winter - sztafeta 4 x 100 m stylem zmiennym - 14. miejsce,

Kobiety
- Alison Fitch
  - 50 m stylem dowolnym - 35. miejsce,
  - 100 m stylem zmiennym - 29. miejsce,
- Dionne Bainbridge
  - 200 m stylem zmiennym - 15. miejsce,
  - 400 m stylem zmiennym - 14. miejsce,
- Dionne Bainbridge, Sarah Catherwood, Alison Fitch, Anna Wilson - sztafeta 4 x 200 m stylem dowolnym - 11. miejsce,
- Lydia Lipscombe
  - 100 m stylem grzbietowym - 11. miejsce,
  - 200 m stylem grzbietowym - 24. miejsce,
- Anna Simcic - 200 m stylem grzbietowym - 6. miejsce,
- Anna Wilson
  - 100 m stylem klasycznym - 31. miejsce,
  - 200 m stylem zmiennym - 25. miejsce,
  - 400 m stylem zmiennym - 24. miejsce,
- Alison Fitch, Lydia Lipscombe, Anna Simcic, Anna Wilson - sztafeta 4 x 100 m stylem zmiennym - 19. miejsce

### Siatkówka plażowa
Mężczyźni
- Reid Hamilton, Glenn Hamilton - 17. miejsce

### Strzelectwo
Mężczyźni
- Stephen Petterson - karabin małokalibrowy 50 m w pozycji leżąc - 36. miejsce,
- Brant Woodward - trap - 42. miejsce

### Tenis stołowy
Kobiety
- Chunli Li - gra pojedyncza - 17. miejsce

### Tenis ziemny
Mężczyźni
- Brett Steven - gra pojedyncza - 33. miejsce

### Wioślarstwo
Mężczyźni
- Robert Waddell - jedynki - 7. miejsce,
- Toni Dunlop, Dave Schaper - dwójka bez sternika - 5. miejsce,
- Alastair Mackintosh, Ian Wright, Chris White, Scott Brownlee - czwórka bez sternika - odpadli w repesażach
- Robert Hamill, Michael Rodger - dwójka podwójna wagi lekkiej - odpadli w półfinale,

Kobiety
- Philippa Baker, Brenda Lawson - dwójka podwójna - 6. miejsce

### Żeglarstwo
- Aaron McIntosh - windsurfing mężczyźni - 4. miejsce,
- Craig Monk - klasa Finn mężczyźni - 13. miejsce,
- Rohan Cooke, Andrew Stone - klasa 470 mężczyźni - 22. miejsce,
- Hamish Pepper - klasa Laser - 10. miejsce,
- Roderick Davis, Donald Cowie - klasa Star - 5. miejsce,
- Rex Sellers, Brian Jones - klasa Tornado - 15. miejsce,
- Kelvin Harrap, Sean Clarkson, Jamie Gale - klasa Soling - 14. miejsce,
- Barbara Kendall - windsurfing kobiety - 2. miejsce,
- Sharon Ferris - klasa Europy kobiety - 5. miejsce,
- Leslie Egnot, Janet Shearer - klasa 470 kobiety - 16. miejsce